# El Golfito
El Golfito es uno de los sectores que conforman la ciudad de Cabimas en el estado Zulia, de Venezuela. Pertenece a la parroquia Ambrosio.

## Ubicación
El Golfito se encuentra entre los sectores  El Amparo al norte, Delicias Nuevas al sur,  Bello Monte y la Av Intercomunal al este,  Ambrosio,  Miramar y el lago de Maracaibo al oeste.

## Zona Residencial
El Golfito es uno de los sectores más jóvenes de la ciudad, recibe su nombre debido a que era la ubicación del campo de golf Coquivacoa de la Lago Petroleum Corporation, luego de la nacionalización en 1974 el Golfito quedó como un terreno abandonado, hasta que fue invadido en 1986. Sus habitantes, liderados por Douglas Querales, se han caracterizado por ser luchadores y desvalijadores de automóviles, sin embargo han conseguido la consolidación y mejoras sucesivas del sector, hoy todas sus calles están bien asfaltadas, cuenta con una escuela llamada Unidad Educativa Bolivariana La Escuela es El Barrio (El Golfito), un estadio de béisbol (El Nido de los Pájaros), un Complejo Deportivo inconcluso desde 2001, varias plazas, entre ellas la plaza Luis Hómez ubicada entre las calles José Leonardo Chirinos y Ana Maria Campos, la plaza los Chimbangueles frente al lago y el hospital municipal de Cabimas Dr Adolfo D' Empaire (av Andrés Bello) y la plaza Ángel Freites (.https://www.flickr.com/photos/estefanolobrace/1342742790) Varias calles del Golfito tienen nombres de próceres de la independencia, otras tienen nombres como Las Flores, el Rosario entre otras.

## Vialidad y Transporte
Por el Golfito pasa una ruta de la línea Ambrosio (Golfito - Amparo - Amparito) exigida por los habitantes del Golfito.
Las calles del Golfito fueron asfaltadas en 1998 por la gobernación del Zulia. También pasan los carros de la línea 32, ejecutando un desvío si la gente va directo al Hospital Dr Adolfo D Empaire.

## Sitios de Referencia
- Estadio Nido de los Pájaros
- Hospital Municipal Dr Adolfo D' Empaire
- Plaza los Chimbangeles
- Barranco Show
- Escuela El Golfito